# Sektorówka

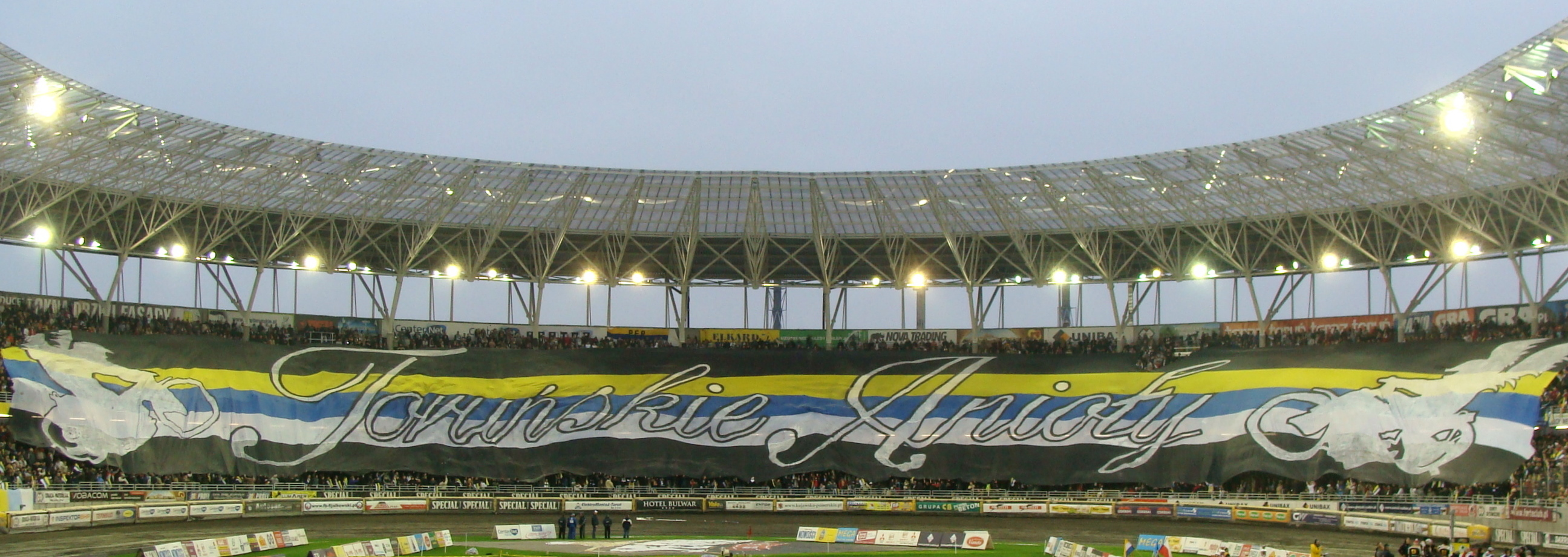
Sektorówka kibiców Apatora Toruń podczas finału Drużynowych Mistrzostw Polski na Żużlu 2009

Sektorówka w slangu ultrasów (kibiców przygotowujących oprawy meczowe) jest to duża flaga wciągana z dolnego sektora na górną część trybuny zajmowaną przez kibiców. Największą sektorówkę w Polsce ma Pogoń Szczecin. Sektorówki są dumą kibiców. Są one różnie podnoszone, np. Kibice GKS-u Katowice opuszczają sektorówkę na przeźroczystych linkach z dachu. Wtedy sektorówka zakrywa trybunę. Największe sektorówki ważą nawet kilkadziesiąt kilogramów.